# Luis Garisto
Luis Garisto (3. prosince 1945, Montevideo – 21. listopadu 2017) byl uruguayský fotbalista, obránce. Po skončení aktivní kariéry působil jako trenér.

## Klubová kariéra
Profesionálně hrál v Uruguayi za Defensor Sporting a Sud América, v Argentině za CA Independiente, v Uruguayi za CA Peñarol a v Chile za CD Cobreloa. V letech 1972 a 1973 vyhrál s CA Independiente jihoamerický Pohár osvoboditelů. Mistrovský titul v nejvyšší uruguayské soutěži získal získal v letech 1974 a 1975 s Peñarolem, argentinský titul v letech 1970 a 1971 s Independiente.

## Reprezentační kariéra
Reprezentoval Uruguay na Mistrovství světa ve fotbale 1974 v Německu.

## Trenérská kariéra
Jako trenér vedl postupně týmy Rampla Juniors, Nacional Montevideo, Club de Gimnasia y Esgrima La Plata, Unión Santa Fe, Club Atlas, Estudiantes de La Plata, Argentinos Juniors, Deportivo Toluca FC, CA Banfield, CD Cobreloa, Chacarita Juniors, Instituto de Córdoba, CA Peñarol a Central Español FC. V roce 2003 získal chilský mistrovský titul s týmem Cobreola.